# INS Brahmaputra (1957)
INS Brahmaputra – fregata Indyjskiej Marynarki Wojennej brytyjskiego typu 41 (Leopard) z okresu zimnej wojny, jeden z trzech okrętów tego typu w indyjskiej służbie. Nosiła numer burtowy F 31. Weszła do służby w 1958 roku, została wycofana w 1986 roku.

## Budowa
W 1954 roku Indie zamówiły w Wielkiej Brytanii budowę sześciu nowoczesnych fregat, w tym trzech typu 41 (Leopard) i trzech typu 14 (Blackwood). Były one pierwszymi nowo zbudowanymi okrętami dla Indyjskiej Marynarki Wojennej. Fregaty typu 41 (Type 41) zostały zaprojektowane dla marynarki brytyjskiej Royal Navy jako okręty obrony przeciwlotniczej. Jako pierwsze brytyjskie fregaty wprowadziły napęd silnikami Diesla zamiast turbinami parowymi. Okręty dla Indii zostały nieco zmodyfikowane w stosunku do brytyjskich pod kątem warunków lokalnych.
Pierwszy z okrętów typu 41 dla Indii „Brahmaputra” został oryginalnie zamówiony dla Royal Navy 28 czerwca 1951 roku pod nazwą HMS „Panther”, lecz jeszcze przed przystąpieniem do budowy rząd brytyjski zdecydował przenieść zamówienie na rzecz kontraktu indyjskiego. Został on zbudowany w stoczni John Brown & Company w Clydebank. Stępkę pod budowę położono 20 października 1955 roku, a okręt wodowano 15 marca 1957 roku. Otrzymał nazwę od rzeki Brahmaputry. Wszedł do służby 28 marca lub według innych źródeł 31 marca 1958 roku.

## Skrócony opis
Okręty projektu 41 stanowiły dość duże fregaty z typowymi liniami kadłuba i architekturą dla brytyjskich okrętów tej klasy lat 50. Pokład dziobowy ciągnął się na większość długości okrętu, obniżając się dopiero na rufie, a na samym dziobie pokład było dodatkowo podniesiony dla polepszenia dzielności morskiej. Na pokładzie dziobowym i rufowym umieszczone były pojedyncze wieże artylerii uniwersalnej, a pomiędzy nimi rozciągała się grupa niskich nadbudówek. Ściany nadbudówki dziobowej stanowiły przedłużenie burt. Okręty miały dwa maszty kratownicowe, mieszczące zarazem wyloty spalin silników, bez klasycznych kominów. Wyporność standardowa okrętów wynosiła 2251 długich ton (ts), a pełna 2515 ts. Długość wynosiła 103,6 m, szerokość 12,2 m. Zanurzenie podawane jest w źródłach od 3,6 m do 4,9 m. Załoga liczyła 210 osób.
Główne uzbrojenie artyleryjskie stanowiły cztery armaty uniwersalne kalibru 114 mm (4,5 cala) Mk 6 w dwóch dwudziałowych wieżach. Ich ogniem kierował system kierowania ogniem Mk 6M, uzyskujący dane z radaru oraz zapasowego dalocelownika CRBF na rufie. Uzbrojenie to uzupełniało na okrętach brytyjskich pojedyncze działko przeciwlotnicze 40 mm Bofors, zamiast przewidzianego projektem podwójnego działka. Prawdopodobnie takie samo lekkie uzbrojenie przeciwlotnicze nosiły okręty indyjskie. Do zwalczania okrętów podwodnych służył trzylufowy miotacz bomb głębinowych Squid.
Wyposażenie radiolokacyjne w oryginalnym projekcie brytyjskim stanowił radar dozoru powietrznego dalekiego zasięgu typu 960 na maszcie dziobowym, radary typów 275 oraz 262 (kierowania ogniem), typów 992Q oraz 993 (dozoru nawodnego i wykrywania celów niskolecących) i typów 974 oraz 978 (nawigacyjne). Okręty indyjskie były wyposażone m.in. w radary typu 960 (dozoru powietrznego), 275 (artyleryjski) i 293Q – starszy typ radaru dozoru nawodnego i wykrywania celów niskolecących, zapewne zamiast radarów 992Q i 933. Do wykrywania okrętów podwodnych służyły na okrętach brytyjskich stacje hydrolokacyjne typów 170, 174 i 162.
Siłownia okrętowa składała się z ośmiu silników wysokoprężnych ASR1 (Admiralty Standard Range 1) o mocy łącznej 14 400 bhp, napędzających dwie śruby. Napęd pozwalał na osiągnięcie prędkości maksymalnej 25 węzłów. Zasięg wynosił 7500 mil morskich przy prędkości ekonomicznej 16 węzłów. Silniki sprawiały jednak problemy w eksploatacji w Indiach.

## Służba
Po wejściu do służby trzy indyjskie okręty typu 41 utworzyły 16. Eskadrę Fregat. INS „Brahmaputra” otrzymał numer burtowy F 31.
W chwili wybuchu wojny z Pakistanem we wrześniu 1965 roku okręt stacjonował wraz z bliźniaczym „Beas” w Kalkucie, po czym 1 września oba okręty wyszły w morze i 9 września przeszły do Bombaju. W dniach 10-14 września „Brahmaputra” wyszła z głównymi siłami floty z krążownikiem INS „Mysore”, patrolując w rejonie półwyspu Kathijawar, bez kontaktu z przeciwnikiem (operacja Gallant). 22 września wieczorem pakistański okręt podwodny „Ghazi” raportował rzekome zatopienie „Brahmaputry” torpedami, co ogłosił następnie oficjalnie Pakistan, lecz „Brahmaputra” wówczas stała w bazie i nie potwierdzono ataku na żaden inny okręt. Działania wojenne zakończyły się rozejmem 23 września.
„Brahmaputra” służyła również podczas kolejnej wojny z Pakistanem w 1971 roku, działając z lotniskowcem „Vikrant” i fregatą „Beas” w Zatoce Bengalskiej i blokując żeglugę z portów Pakistanu Wschodniego. Okręty te wzięły udział w desancie pod Koks Badźar, przed którym „Brahmaputra”, z dowódcą Floty Wschodniej (FOCEF) na pokładzie, podeszła i wysadziła w nocy 14/15 grudnia płetwonurków w celu rozpoznania brzegu.
W 1978 roku „Brahmaputra” wraz z bliźniaczymi fregatami została przebudowana na okręt szkolny – zamiast zdjętej wieży rufowej zabudowano na rufie dodatkowe pomieszczenia. Została wycofana ze służby w 1986 roku.